# Kalman Lis
Kalman (Kałman) Lis (ur. 1903 w Kowlu, zm. 1942 w Otwocku) – polski poeta pochodzenia żydowskiego, tworzący w języku jidysz. Kierownik Zakładu Leczniczo-Wychowawczego „Centos” w Otwocku.

## Życiorys
Urodził się w Kowlu na Wołyniu. Pochodził z rodziny chłopskiej. Kształcił się w chederze, a następnie w polskim gimnazjum. Studiował na Uniwersytecie Warszawskim oraz Uniwersytecie Stefana Batorego.
Ukończył Instytut Pedagogiki Specjalnej w Warszawie, którego kierowniczką była Maria Grzegorzewska. Zawodowo zajmował się pracą z dziećmi wykazującymi deficyty rozwojowe.
Od 1937 piastował funkcję kierownika Zakładu Leczniczo-Wychowawczego „Centos” w Otwocku.
1 września 1939 w trakcie niemieckiej inwazji na Polske, został ciężko ranny w nogi, w trakcie niemieckiego bombardowania Zakładu Leczniczo-Wychowawczego „Centos” w Otwocku. W wyniku odniesionych ran, Lis okulał na jedną nogę. Według relacji Emanuela Ringelbluma, Lis napisał wstrząsający wiersz poświęcony zbombrdowaniu „Centosu” we wrześniu 1939.
Podczas okupacji niemieckiej przebywał w getcie otwockim, kontyunując pracę kierownika w otwockim „Centosie”. Nawiązał również współpracę z archiwum grupy Oneg Szabat w getcie warszawskim do którego przekazał swoje przedwojenne wiersze. 
Zginął w trakcie likwidacji getta otwockiego w sierpniu 1942.

## Wybrana bibliografia autorska
- Erd un wajb (Moskwa, 1937)[2]
- Kind un rind (Shvalbn, Warszawa, 1936)[2]
- Winter in dorf: fragmentn fun a poeme (K. Lis, M. Rozensztajn, Piotrków Trybunalski, 1933)[2]
- Woliner szljachn (Warszawa, 1930)[2]